# KiSS KiSS xxx
「KiSS KiSS xxx」（キス・キス・キス）は、日本の歌手MiChiの3枚目のシングル。

## 解説
- 2枚目のシングル「ChaNge the WoRLd」から3か月を置いて発売された。本作もオリジナル曲には全てタイアップが付けられている。
- 「いけないキスなの?」のキャッチコピーの通り、表題曲はいけない恋、いけないキスがテーマで、初のラブソング[1]。
- カップリング曲「WoNDeRLaND?」は東京に一人で来る人や東京に住んでいて孤独を感じている人への応援ソング[2]。「Smells Like Teen Spirit」はニルヴァーナの同名曲をカバー。J-POPでは非常に珍しく、3・4曲目は「製作者の意図」により歌詞カードに歌詞が記載されていない。
- 表題曲のPVは逃げても逃げても水が追ってくるというストーリーであり、最後に逃げ切れなくなり、思い切り水をかぶってしまう。他にリップシーンは3種類撮影しており、メイキングでは何度も全身ずぶ濡れになっていた。そのたびに下着までずぶ濡れになって困ったという。[2]
- 本作のプロモーションで『HEY!HEY!HEY!』に初出演した。関西弁で話したため司会のダウンタウンを驚かせた。

## 収録曲
（全作詞：MiChi／作曲：Tomokazu “T.O.M” Matsuzawa／編曲：T.O.M MadNesS（特記以外））
1. KiSS KiSS xxx 
  - ボルヴィック「FruitKiss」CMソング
2. WoNDeRLaND?
  - J-WAVE「WELCOME TO WONDERLAND」キャンペーンソング
3. Smells Like Teen Spirit
  - 作詞・作曲：Kurt Cobain、Dave Grohl、Krist Novoselic
4. ChaNge the WoRLd [remix]